# Mahamakut-Universität
Die Mahamakut-Universität (thailändisch มหาวิทยาลัยมหามกุฏราชวิทยาลัย, RTGS: Mahawitthayalai Mahamakut Ratchawitthayalai; englisch Mahamakut Buddhist University, MBU) ist eine von zwei buddhistischen Universitäten in Thailand. Ihr Hauptsitz befindet sich auf dem Gelände des Wat Bowonniwet in Bangkok. Sie ist dem Thammayut-Orden zugeordnet.

## Geschichte
Die Geschichte der Mahamakut-Universität kann über ein Jahrhundert zurückverfolgt werden. Im Jahre 1893 ließ König Chulalongkorn (Rama V.) in Erinnerung an seinen Vater, König Mongkut (Rama IV.), die Königliche Mahamakut-Akademie (มหามกุฏราชวิทยาลัย) gründen. Die Ziele der Akademie waren:
1. eine Bildungseinrichtung für buddhistische Mönche (Bhikkhu) und Novizen zum Studium der Pali-Sprache
2. auf nationaler und internationaler Ebene zu gründen, die
3. zur Verbreitung der Lehren des Buddha beitragen sollte.

Der König besuchte am 26. Oktober 1893 das Institut, um dessen akademischen Aktivitäten zu regeln.
Von Anfang an war die Akademie ein voller Erfolg, so dass am 31. Dezember 1945 Seine Heiligkeit der Oberste Patriarch Vajiranyanavong in seiner Eigenschaft als Präsident der Königlichen Akademie zusammen mit weiteren Älteren Mönchen die Inauguration einer buddhistischen Universität ankündigte, die den offiziellen Namen „Mahamakut Royal Academy Educational Council, the Buddhist University of Thailand“ erhielt. Sie ist bekannt als die erste buddhistische Universität, die in Thailand für Mönche und Novizen eingerichtet wurde.
Seit dem 1. Oktober 1997 sind die beiden buddhistischen Universitäten, die Mahamakut-Universität und die Mahachulalongkornrajavidyalaya-Universität, welche sich im Wat Mahathat befindet, öffentliche Universitäten.

## Fachbereiche
Die Mahamakut-Universität ist in mehrere Fachbereiche und Institute aufgeteilt: Fakultät für Religion und Philosophie, Fakultät für Ausbildung, Fakultät für Humanwissenschaften, Fakultät für Sozialwissenschaften. 

## Internationale Zusammenarbeit
Die Mahamakut-Universität hat eine Zusammenarbeit angekündigt mit dem „Oxford Centre for Buddhist Studies“ an der Oxford University. 
2005 veranstaltete die MBU den „Fourth World Buddhist Summit“. Abgesandte von buddhistischen Vereinigungen aus 23 Ländern nahmen daran teil, insgesamt hatte die Veranstaltung 3700 Teilnehmer.